# Polygonatum curvistylum
Polygonatum curvistylum är en sparrisväxtart som beskrevs av Henri Hua. Polygonatum curvistylum ingår i släktet ramsar, och familjen sparrisväxter. Inga underarter finns listade i Catalogue of Life.